# Родионов, Леонид Никонорович
Леонид Никонорович Родио́нов (1915—1993) — советский театральный режиссёр и педагог, актёр, драматург. Лауреат Государственной премии РСФСР имени К. С. Станиславского (1971).

## Биография
Родился 8 марта 1915 года в селе Старое Якушкино (ныне Сергиевский район, Самарская область) в чувашской семье. Кроме того, что был режиссёром, также был актёром, педагогом, драматургом, член СП СССР (1962).
Умер 22 мая 1993 года в Чебоксарах.

## Награды и звания
- орден «Знак Почёта»
- заслуженный деятель искусств РСФСР;
- Государственная премия РСФСР имени К. С. Станиславского (1971) — за постановку спектакля «Волны бьют о берег» Н. Т. Терентьева, поставленный на сцене Чувашского ГАДТ имени К. В. Иванова
- народный артист Чувашской АССР
- заслуженный деятель искусств Чувашской АССР

## Память
В 2015 году был издан конверт с изображением режиссёра.